# 경상남도의 대학 목록
대한민국 경상남도에 위치한 대학 목록이다.

## 대학
| 이름               | 설립 유형 | 위치                   | 규모                      | 비고         |
| ------------------ | --------- | ---------------------- | ------------------------- | ------------ |
| 경상국립대학교     | 국립      | 진주시, 통영시, 창원시 | 4캠퍼스, 13대학, 9대학원  |              |
| 부산대학교         | 국립      | 양산시, 밀양시         | 4캠퍼스, 15대학, 14대학원 |              |
| 진주교육대학교     | 국립      | 진주시                 | 1캠퍼스, 1대학, 1대학원   |              |
| 국립창원대학교     | 국립      | 창원시                 | 1캠퍼스, 8대학, 7대학원   |              |
| 한국방송통신대학교 | 국립      | 진주시                 | 14캠퍼스, 4대학, 2대학원  | 방송통신대학 |
| 해군사관학교       | 국립      | 창원시                 | 1캠퍼스, 1대학, -대학원   | 사관학교     |
| 가야대학교         | 사립      | 김해시                 | 2캠퍼스, 1대학, 4대학원   |              |
| 경남대학교         | 사립      | 창원시                 | 1캠퍼스, 7대학, 4대학원   |              |
| 부산장신대학교     | 사립      | 김해시                 | 1캠퍼스, 1대학, 4대학원   |              |
| 영산대학교         | 사립      | 양산시                 | 2캠퍼스, 7대학, 6대학원   |              |
| 인제대학교         | 사립      | 김해시                 | 2캠퍼스, 8대학, 6대학원   |              |
| 창신대학교         | 사립      | 창원시                 | 1캠퍼스, 2대학, 4대학원   |              |
| 한국국제대학교     | 사립      | 진주시                 | 1캠퍼스, 7대학, -대학원   |              |

## 전문대학
| 이름                            | 설립 유형 | 위치   | 비고     |
| ------------------------------- | --------- | ------ | -------- |
| 경남도립거창대학                | 공립      | 거창군 |          |
| 경남도립남해대학                | 공립      | 남해군 |          |
| 거제대학교                      | 사립      | 거제시 |          |
| 김해대학교                      | 사립      | 김해시 |          |
| 동원과학기술대학교              | 사립      | 양산시 |          |
| 마산대학교                      | 사립      | 창원시 |          |
| 연암공과대학교                  | 사립      | 진주시 |          |
| 진주보건대학교                  | 사립      | 진주시 |          |
| 창원문성대학교                  | 사립      | 창원시 |          |
| 한국승강기대학교                | 사립      | 거창군 |          |
| 한국폴리텍VII대학               | 사립      | 창원시 | 기능대학 |
| 한국폴리텍특성화대학 항공캠퍼스 | 사립      | 사천시 | 기능대학 |

## 같이 보기
- 대한민국의 대학 목록
- 대구광역시의 대학 목록
- 울산광역시의 대학 목록
- 부산광역시의 대학 목록
- 경상북도의 대학 목록
- 전북특별자치도의 대학 목록
- 전라남도의 대학 목록